# Castillo de Alter Pedroso
El castillo de Alter Pedroso se localiza en Alter Pedroso, en la villa y municipio de Alter do Chão, Distrito de Portalegre, en Portugal.
Se constituye en un importante eslabón de unión con otros castillos de la línea defensiva alentejana, entre ellos el Castillo de Alter do Chão.

## Historia
Su construcción se remonta al siglo XIII, siendo donado por Alfonso III de Portugal a los caballeros de la Orden de Avis. Fue reconstruido por Dionisio I de Portugal.
En la época de la Guerra de Restauración portuguesa fue sorprendido por las fuerzas españolas bajo el mando de Juan de Austria. Prácticamente desguarnecido, cayó y fue destruido, quedando en ruinas.
De la primitiva estructura sólo queda un portal de estilo gótico, partes de la muralla en ruinas y la puerta de la Capilla de São Bento en el interior. Estos vestigios fueron clasificados como Inmueble de Interés Público (Imóvel de Interesse Público en portugués) por Decreto publicado el 29 de septiembre de 1977.
- Datos: Q5049747
- Multimedia: Castelo de Alter Pedroso / Q5049747